# Matt Cullen
Matthew David Cullen (ur. 2 listopada 1976 w Virginia, Minnesota) – amerykański hokeista, gracz ligi NHL, reprezentant Stanów Zjednoczonych. Trzykrotny zdobywca Pucharu Stanleya oraz brązowego medalu mistrzostw świata. W lidze NHL, w ośmiu zespołach, rozegrał 1516 spotkań w sezonie zasadniczym. Zdobył 731 punktów (266 bramek i 465 asyst). W fazie playoff wystąpił w 132 meczach. Strzelił 19 goli i miał 39 asyst.

## Kariera klubowa
- St. Cloud State University (1995 – 1997)
- Baltimore Bandits (1996 – 1999)
- Mighty Ducks of Anaheim (1997 – 2003)
  -  Cincinnati Mighty Ducks (1997 – 1997)
- Florida Panthers (2003 – 2004)
- SG Cortina (2004 – 2005) – lokaut w NHL
- Carolina Hurricanes (2005 – 2006)
- New York Rangers (2006 – 2007)
- Carolina Hurricanes (2007 – 12.07.2010)
- Ottawa Senators (12.02.2010 – 02.07.2010)
- Minnesota Wild (02.07.2010 – 05.07.2013)
- Nashville Predators (05.07.2013 – 06.08.2015)
- Pittsburgh Penguins (06.08.2015 – 2017)
- Minnesota Wild (16.08.2017 – 1.07.2018)
- Pittsburgh Penguins (1.07.2018 – 10.07.2019[1])[2]

## Kariera reprezentacyjna

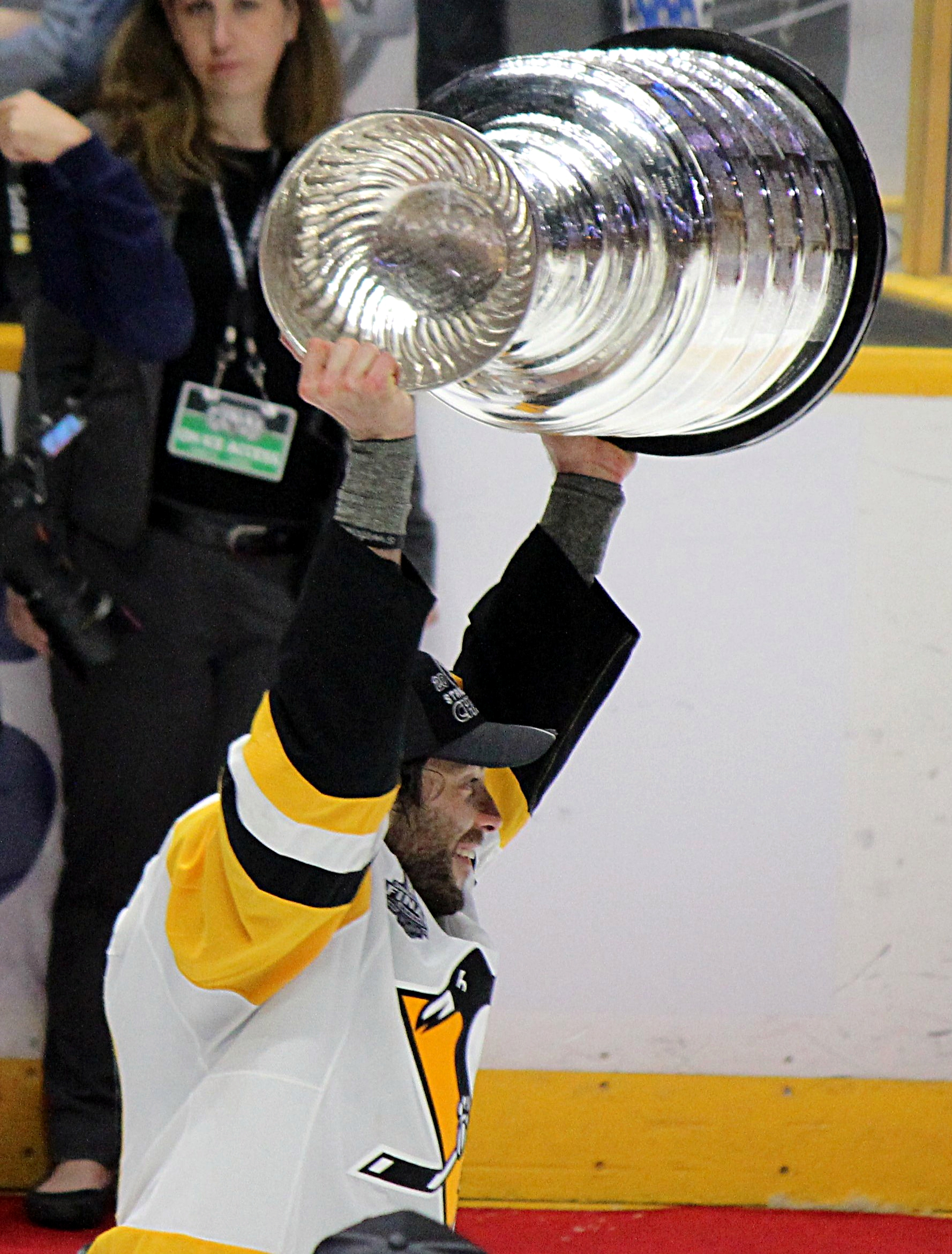
11.06.2017 Z pucharem Stanleya

- Reprezentant USA na MŚJ U-20 w 1996
- Reprezentant USA na MŚ w 1998
- Reprezentant USA na MŚ w 1999
- Reprezentant USA na MŚ w 2003
- Reprezentant USA na MŚ w 2004

## Sukcesy
Reprezentacyjne
- Brązowy medal z reprezentacją USA na MŚ w 2004

Klubowe
- Puchar Stanleya z zespołem Carolina Hurricanes w sezonie 2005-2006
- Puchar Stanleya z zespołem Pittsburgh Penguins w sezonie 2015-2016
- Puchar Stanleya z zespołem Pittsburgh Penguins w sezonie 2016-2017